# Malcolm Allen (homme politique)
Malcolm Allen (né le 30 mai 1953) est un homme politique canadien. Il a été député fédéral de Welland en Ontario de 2008 à 2015 sous la bannière du Nouveau Parti démocratique.

## Biographie

### Débuts
Né à Glasgow en Écosse, Allen immigre au Canada avec ses parents en 1963. Son père, charpentier de marine, vient travailler au chantier naval de Collingwood, puis aux cales sèches de Port Weller, près du canal de Welland.
Allen détient un diplôme de l'Université Brock en histoire et sciences politiques (1983). Électricien de métier, il siège de 1996 à 2000 comme secrétaire rapporteur et de 2000 à 2008 comme secrétaire financier du local 199 du Syndicat des travailleurs et travailleuses de l'automobile.
En 2004, Allen part en Afrique au compte du syndicat pour constater la sécurisation de terres minées et la construction de coopératives féminines. En 2007, il promeut la création de Genesis Court, un organisme de logement abordable et de soutien social.

### Politique municipal
De 2003 à 2008, Allen représente le district no. 1 au conseil municipal de Pelham (Ontario). Il occupe le poste de maire adjoint en 2006.

### Député fédéral

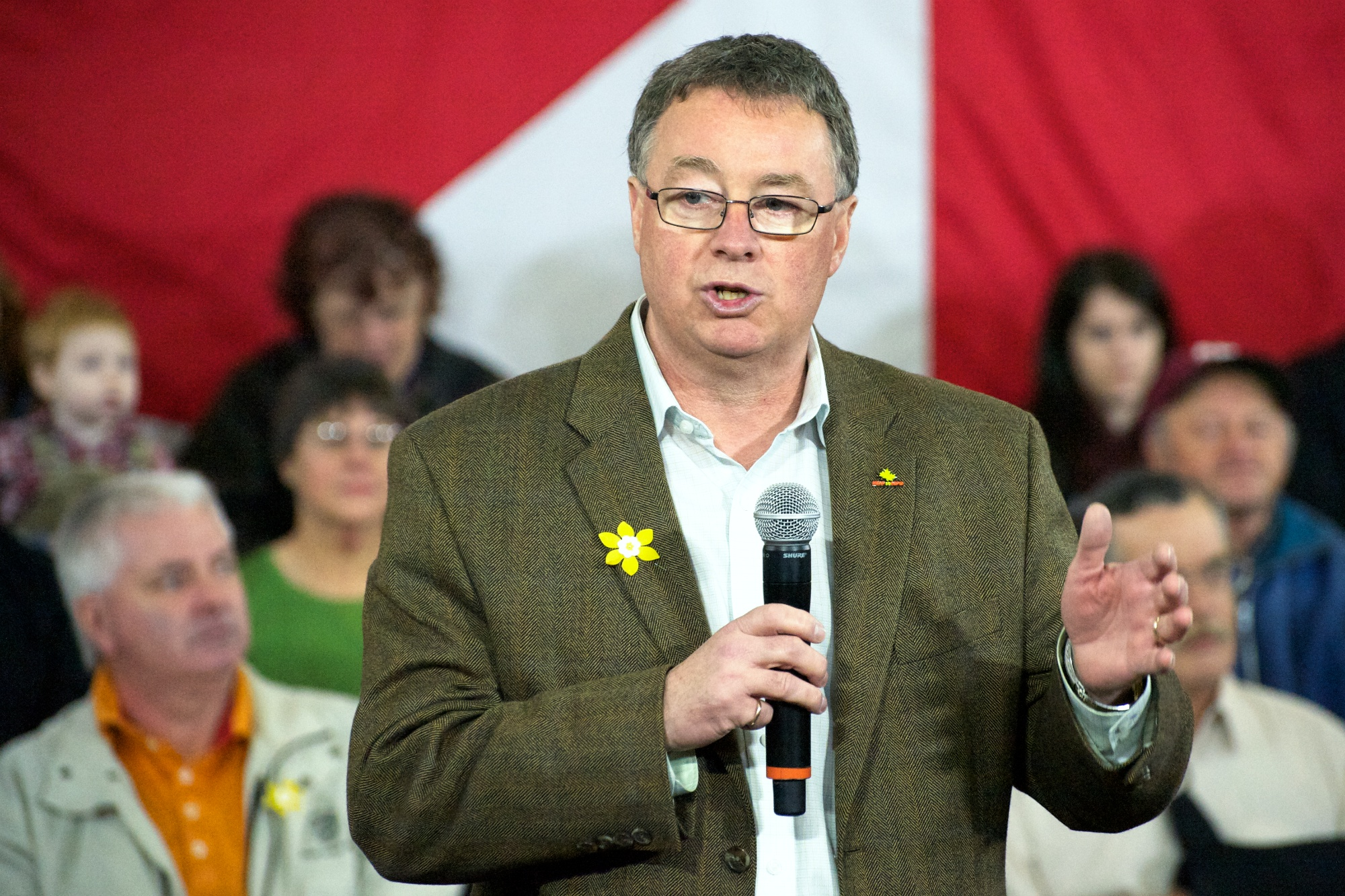
Allen durant l'Élection fédérale canadienne de 2011

Allen est élu pour la première fois à la Chambre des communes le 14 octobre 2008, défaisant le candidat libéral sortant John Maloney.
Durant la 40e législature, Allen est porte-parole du NPD pour le Développement des compétences et pour la Sécurité alimentaire. Il siège également comme président du caucus néo-démocrate.
Allen est réélu le 2 mai 2011 avec une marge de 1 000 voix sur la candidate conservatrice.
Il a été porte-parole de l'Opposition officielle au sujet du ministère Agriculture et Agroalimentaire Canada.
Il est défait lors de l'élection générale du 19 octobre 2015.